# Licuala densiflora
Licuala densiflora är en enhjärtbladig växtart som beskrevs av Odoardo Beccari. Licuala densiflora ingår i släktet Licuala och familjen Arecaceae. Inga underarter finns listade i Catalogue of Life.